# مستنقع مياه عذبة

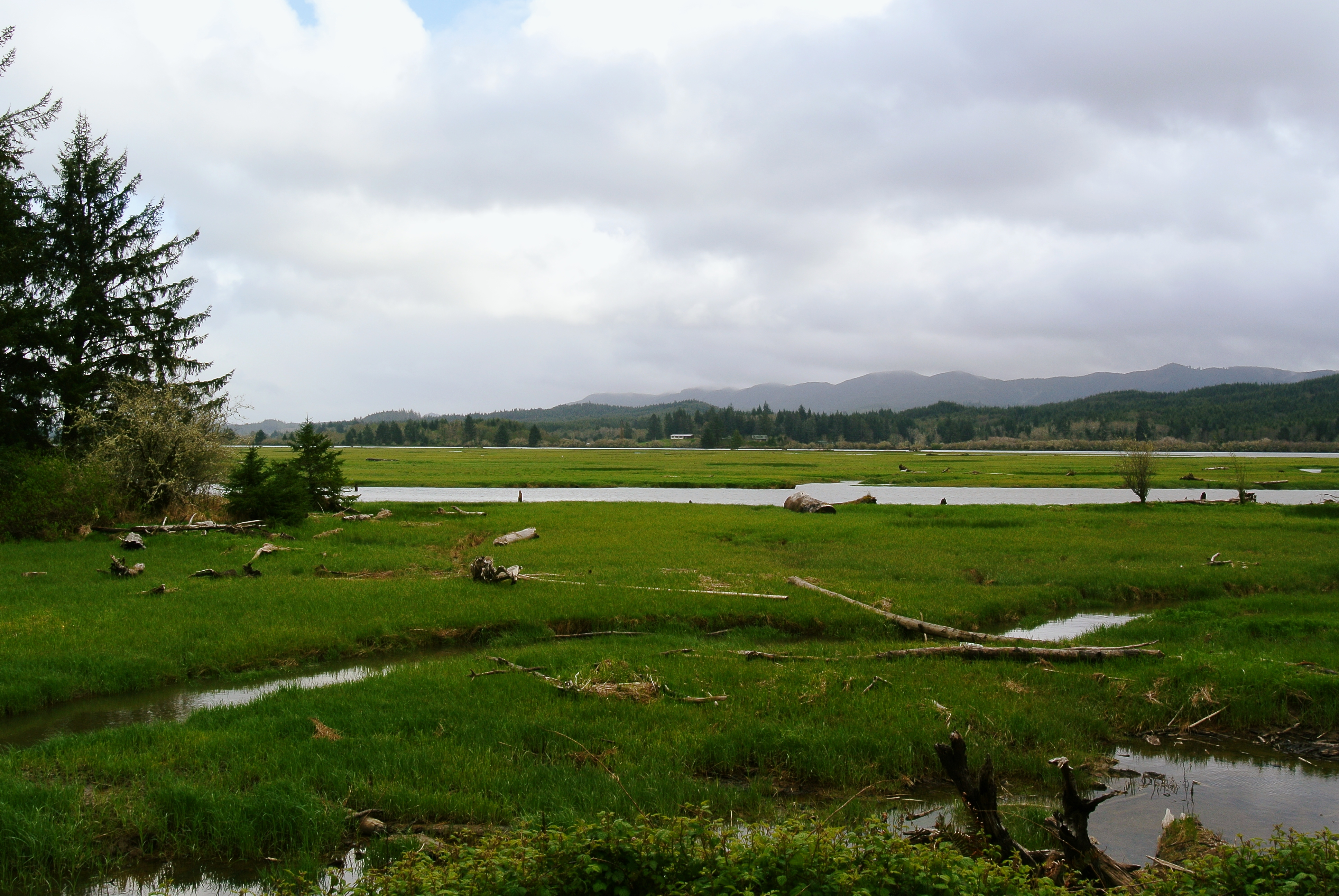
نهر Naselle كما يري من الطريق 101 في الولايات المتحدة.

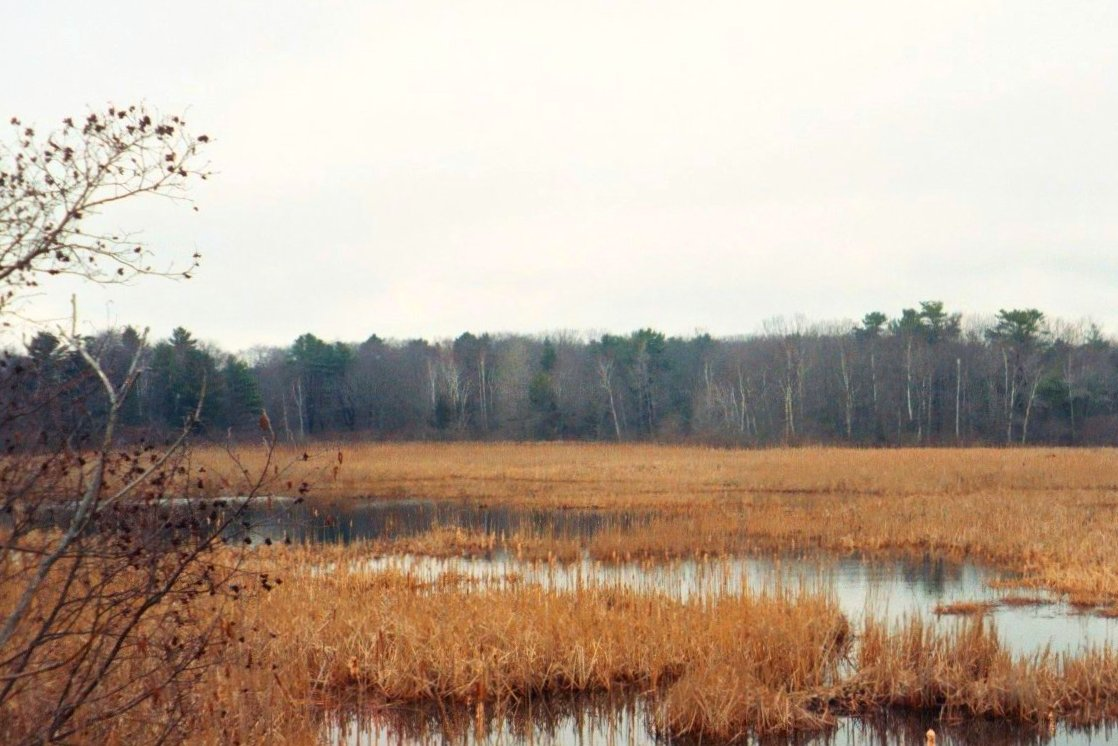
مستنقع الربيع المبكر

مستنقعات المياه العذبة:هي مستنقعات تحتوي علي مياه عذبة. توجد مستنقعات المياه العذبه عند مصبات الأنهار أو التيارات المائية أو أطراف البحيرات. وهي تعتبر مستنقعات لا تتأثر بتيارات المد والجزر. يختلف حجم مستنقعات المياه العذبة فبعضها منخفضات صغير كوعاء أقل من هكتار تسمي حفر البراري والأخر شاسع كمراعي مائية مغطاة بالعشب كإيفرجليدز في ولاية فلوريدا.ييتراوح عمق المياه في مستنقعات المياه العذبة من 1 بوصة إلي عدة أقدام

## الحياة البرية

### الحيوانات
تعيش في هذا النظام البيئي اللافقاريات مثل البراغيش والبعوض والذباب والذباب البجعي. الديدان الخيطية و(enchytraceids) هي أهم المحللات في النظام البيئي للمستنقعات. وتشمل أنواع الثدييات المهيمنة الحيوانات العاشبة مثل فأر المسك، الزبابة والفئران. وتوزع الطيور المائية في جميع أنحاء النظام البيئي لمستنقعات المياه العذبة, وتشمل أنواع وفيرة من البط والأوز والبجع والطيور المغردة، السنونو والبط الأسود.

## النباتات
تنموالنباتات المائية في المستنقعات كنيلوفرية وأسلية والنباتات المائية والبوط.

## خواص التربة
تتميز تربة مستنقعات المياه العذبة بتربة قلوية لها تركيزات عالية من الكالسيوم والمعادن, مما يجعلها أكثر النظم البيئية أنتاجية كما ينتج عن النشط العالي للمحللات والميكروبات إلي سرعة تفكك انسجة أجسام الكائنات الميتة.
يعتبر مستنقع إيفرجليدز في ولاية فلوريدا أكبر مستنقع للمياه العذبة في الولايات المتحدة,بينما تعتبر دلتا أوكافانغو في بتسوانا أكبر مستنقع علي وجه الأرض حيث تبلغ مساحته 15,000 كيلومتر مربع (5800ميل مربع)